# Zasada Goldwatera
Zasada Goldwatera – nieformalna nazwa zasady sformułowanej przez Amerykańskie Towarzystwo Psychiatryczne (APA) w 1973 roku, uznającej za nieetyczne diagnozowanie jakichkolwiek zaburzeń psychicznych u osób publicznych, jeżeli nie zostało przeprowadzone badanie spełniające obowiązujące w psychiatrii standardy. W oficjalnym dokumencie APA dotyczącym zasad etyki medycznej zasada sformułowana jest w ustępie 3 sekcji 7.

## Geneza
Zasadę sformułowano na podstawie dokumentu wydanego w związku z działaniem, jakiego dopuścił się w 1964 roku magazyn „Fact”. Czasopismo to opublikowało wyniki ankiety przeprowadzonej wśród psychiatrów, którzy odpowiadali, czy ich zdaniem kandydat w wyborach prezydenckich Barry Goldwater ma kwalifikacje na stanowisko prezydenta USA. Zdaniem większości (1189) pytanych Goldwater nie kwalifikował się na urząd z powodu osobowości paranoicznej. Po przegranych wyborach Goldwater pozwał wydawcę magazynu i wygrał 75 tys. dolarów jako zadośćuczynienie poniesionych strat. Ankieta magazynu była kontrowersyjna także dla części środowiska medycznego, ponieważ żaden z ankietowanych nie przeprowadził bezpośredniego badania pacjenta, a język ankiety był potoczny. Co więcej, ankietę przesłano do 12 356 psychiatrów, a odpowiedzi udzieliło 19,6% pytanych (2417), co przemilczano.

## Krytyka
W 2016 roku zasadę Goldwatera złamało ponad 2600 amerykańskich psychiatrów i psychologów, którzy podpisali manifest, w którym określili, że kandydata Republikanów Donalda Trumpa charakteryzują „zaburzenia wielkościowe, brak empatii i złośliwy narcyzm”. Manifest został skrytykowany przez Amerykańskie Towarzystwo Psychiatryczne jako nieodpowiedzialny i nieetyczny.
W lutym 2017 na łamach „The New York Times” opublikowano list podpisany przez 35 psychiatrów z żądaniem odwołania zasady Goldwatera. W czerwcu tego samego roku został on ponowiony przez 22 psychiatrów, w tym Philipa Zimbardo, którzy wskazali, iż zasada ich zdaniem była przestarzała, nielogiczna, pozbawiona podstaw naukowych. Ta grupa psychologów wydała także książkę Niebezpieczny przypadek Donalda Trumpa. W odpowiedzi na ten list APA rozszerzyło zakres obowiązywania zasady Goldwatera także o wyrażanie opinii na temat zdrowia psychicznego osób publicznych i wszczęła dochodzenie w sprawie nieetycznego zachowania przynajmniej wobec jednego sygnatariusza listu.